# Quận Traverse, Minnesota
Quận Traverse là một quận thuộc tiểu bang Minnesota, Hoa Kỳ.
Quận này được đặt tên theo. Theo điều tra dân số của Cục điều tra dân số Hoa Kỳ năm 2000, quận có dân số 4134 người. Quận lỵ đóng ở Wheaton6. Quận được lập năm 1862

## Địa lý
Theo Cục điều tra dân số Hoa Kỳ, quận có diện tích 1518 km2, trong đó có 31 km2 là diện tích mặt nước.